# 利哈伊縣
利哈伊縣（英語：Lehigh County）是美国宾夕法尼亚州東部的一個縣，面積898平方公里。根據2020年美國人口普查，共有人口37萬4,557人。縣治亞林敦。該縣成立於1821年3月6日，縣名來自德拉瓦河的支流利哈伊河。